# پایگاه هوایی کیوردامیر
پایگاه هوایی کیوردامیر  (به انگلیسی: Kyurdamir Air Base) یک فرودگاه نظامی است که یک باند فرود بتن دارد و طول باند آن ۲۴۹۹ متر است. این فرودگاه در کشور جمهوری آذربایجان قرار دارد و در ارتفاع -۱۱ متری از سطح دریا واقع شده است.